# Ain't She Sweet (lied)
Ain't She Sweet is een lied dat is gecomponeerd door Milton Ager. De tekst is van Jack Yellen. Het lied werd gepubliceerd in 1927 door Edwin H. Morris & Co., Inc., samen met Warner Bros., Inc. Het werd populair in de eerste helft van de 20e eeuw. Net als Happy Days Are Here Again van hetzelfde duo uit 1929 gold het lied als een ‘Tin Pan Alley’-klassieker.

## Vroege versies
Het lied werd al gauw gespeeld door jazzmusici en ontwikkelde zich tot jazzstandard. Het is onder anderen opgenomen door Eddie Cantor (1926, nog voordat het officieel was gepubliceerd!), Fletcher Henderson & The Dixi Stompers (1927), Ben Bernie en zijn orkest (1927), Annette Hanshaw (1927), Jimmie Lunceford en zijn orkest (1939), Lawrence Welk en zijn orkest (1939), Bunny Berigan en zijn orkest (1940), Harry James en zijn orkest (1945), Pearl Bailey (1949), Erroll Garner  (1951), Tommy Dorsey en zijn orkest (1953), het Mel Powell Trio (1954), Nat King Cole (1954), Billy May (1955), Winifred Atwell (1956), Gene Vincent & the Blue Caps (1956), Benny Carter met Ben Webster, André Previn e.a. (1958), Fabian Forte (1960).
Een aantal van deze opnamen is alleen instrumentaal. Was de solist een vrouw, dan werd de tekst hier en daar aangepast en heette het nummer Ain't He Sweet.
Ook buiten de Verenigde Staten was het nummer al gauw bekend. Al in 1927 nam de Belgische jazzband Charles Remue & The New Stompers het nummer op voor de eerste Belgische jazzplaat.

## Versie van The Beatles
The Beatles speelden het nummer vaak in hun begintijd. Ze kenden vooral de versie van Gene Vincent goed. Op 24 juni 1961 namen ze het nummer op in Studio Rahlstedt in Hamburg. De producer was Bert Kaempfert. 24 juni was de laatste dag van een driedaagse opnamesessie, waarin ze samenwerkten met Tony Sheridan, maar ook de kans kregen om twee liedjes zonder hem op te nemen, Ain't She Sweet en het instrumentale Cry for a Shadow. De bezetting was:
- John Lennon, zang en slaggitaar
- Paul McCartney, basgitaar
- George Harrison, sologitaar
- Pete Best, drums

In 1964 probeerde Polydor, dat de rechten op de opname had, mee te liften op het onverwachte succes van The Beatles. Ain't She Sweet werd in het Verenigd Koninkrijk uitgebracht op single. Als achterkant koos men voor If You Love Me, Baby, alias Take Out Some Insurance on Me, Baby, een nummer dat ook op 24 juni 1961 was opgenomen, maar nu met Tony Sheridan als zanger. Op de Amerikaanse versie van de single, die op 4 juni 1964 door Atco werd uitgebracht, was de achterkant Nobody's Child.
Het nummer haalde de 29e plaats in de Britse UK Singles Chart en de 19e plaats in de Amerikaanse Billboard Hot 100. In Nederland is het nummer ook uitgebracht, maar deed het niets.
Polydor bracht in hetzelfde jaar ook een lp uit onder de titel The Beatles' First. De basis was een lp My Bonnie uit 1962 met twaalf liedjes van Tony Sheridan met The Beat Brothers als begeleidingsgroep. Alle begeleidingsgroepen van Sheridan heetten in die tijd The Beat Brothers, ook de opnamen die hij met The Beatles had gemaakt, stonden op naam van Tony Sheridan and The Beat Brothers. Bij twee liedjes op My Bonnie waren The Beat Brothers The Beatles, maar bij andere liedjes waren ze anoniem gebleven andere muzikanten. Polydor nam voor The Beatles' First die twee liedjes en vulde die aan met andere liedjes van Tony Sheridan met The Beat Brothers en twee liedjes van alleen The Beatles: Ain't She Sweet en Cry for a Shadow. In totaal stonden op de nieuwe lp weer twaalf liedjes. Vier daarvan zijn volgens de huidige inzichten niet van The Beatles. The Beatles' First is later vele malen opnieuw uitgebracht, ook op cd, terwijl er ook veel andere verzamelalbums met een andere selectie uit het beschikbare materiaal van Tony Sheridan met The Beat Brothers zijn uitgegeven.
Op 5 oktober 1964 kwam Atco Records met een lp getiteld Ain't She Sweet. Hierop staan behalve het titelnummer drie nummers van Tony Sheridan met The Beatles: Sweet Georgia Brown, If You Love Me, Baby en Nobody's Child. De overige acht nummers zijn nummers van The Beatles en andere Engelse popgroepen uit die tijd, gecoverd door een groep die zich The Swallows noemde. Bij Ain't She Sweet, If You Love Me, Baby en Sweet Georgia Brown was een extra drumpartij van Bernard Purdie toegevoegd.
Het nummer zoals het in 1961 was opgenomen, kwam opnieuw uit op de verzamel-cd Anthology 1 uit 1995.
Intussen hadden The Beatles het nummer op 24 juli 1969 opnieuw opgenomen, nu met Ringo Starr op drums. Tijdens de opnamen voor het album Abbey Road ontspanden ze zich even met een jamsessie en speelden ze drie nummers uit het repertoire van Gene Vincent, waaronder Ain't She Sweet. Dat nummer is later opgenomen op de verzamel-cd Anthology 3 uit 1996. Daarmee is Ain't She Sweet het enige nummer dat op twee dubbel-cd’s van het Anthology-project staat.
In de zomer van 1974 nam John Lennon nog een versie van Ain't She Sweet op, samen met Nicky Hopkins op piano. Dit dertig seconden durende muziekfragmentje kwam in 1998 uit op de boxset John Lennon Anthology.

## Latere versies
Na The Beatles is het nummer onder anderen nog opgenomen door Frank Sinatra (1962), Jimmy Smith (1962), Guy Lombardo & His Royal Canadians (1966) en Ray Anthony (2001).

## In films
Het nummer is gezongen of gespeeld in een aantal films en tv-series, waaronder:
- Duck Soup (met The Marx Brothers, 1933)
- Strangers on a Train (1951), gebracht als instrumentaal nummer
- East of Eden (1955), gebracht als instrumentaal nummer
- You Rang, M'Lord?, 2e seizoen, episode 5: ‘The Wounds of War’ (1990)
- House M.D., 2e seizoen, episode 9: ‘Deception’ (2005)
- Midnight in Paris (2011), gebracht als instrumentaal nummer